# Еол (син Посејдона)
Еол (грч. Αίολος []; лат. Aeolus, Eolus, Aeolos, Æolus, Aiolus) је, према грчкој митологији, бог и господар ветрова; син Посејдонов и Арнин. Живео је у пећини на острву Липари у Еолском архипелагу, у којој је држао и из које је управљао и заповедао ветровима.
Међу Еоловим ветровима најзначајнији су били осморо браће Анемои: 
- Бореј, силовити северни ветар;
- Нотос, јужни ветар, топао и влажан;
- Еурос, сухи источни ветар који носи лиепо време;
- Зефир, нежан и благ западни ветар;
- Каикос, североисточни ветар који у рукама носи маслине;
- Апелиотес, југоисточни ветар који у рукама носи зрело воће;
- Либос, југозападни ветар заогрнут маглом;
- Скирон, северозападни ветар који у руци носи урну пуну воде, увиек спреман да је излије на земљу.

Сам Еол имао је шест синова и шест кћери који су се међусобно поженили и породили нове ветрове.
Када је Одисеј, на свом повратку из Троје, пристао са својим бродом уз обалу Липари, угостио га је Еол. Дирнут његовом причом о његовом лутању у потрази за родном Итаком, одлучио му је помоћи. Дао му је мешину у коју је затворио све зле ветрове неповољне за пловидбу, а Зефиру, благом западном вјетру, наредио да га прати на путовању. Док је Одисеј спавао а његови бродови пловили према истоку, неки су његови саборци, верујући да се у мешини налази благо које им је он затајио, отворили мешину из које су изашли сви побеснели ветрови, узроковавши такво невреме које је преживио само Одисејев брод.